# 175566 Papplaci
175566 Papplaci este un asteroid din centura principală de asteroizi.

## Descriere
175566 Papplaci este un asteroid din centura principală de asteroizi. A fost descoperit pe 1 octombrie 2006 la Piszkesteto de Krisztián Sárneczky și Balázs Csák. Asteroidul prezintă o orbită caracterizată de o semiaxă mare de 2,89 ua, o excentricitate de 0,04 și o înclinație de 6,7° în raport cu ecliptica.